# Christian Friedrich von Matthäi
Christian Friedrich von Matthäi (* 4. März 1744 in Gröst; † 14. Septemberjul. / 26. September 1811greg. in Moskau) war ein deutscher Altphilologe.

## Leben
Matthäi wurde als Sohn eines Militärs geboren, der Trompeter in der Kompanie des Rittmeisters Rüdiger war. Er besuchte zuerst die Schule in Königsbrück an der Pulsnitz, dann die Annenschule und ab 1754 die Kreuzschule in Dresden. Matthäi immatrikulierte sich am 23. August 1763 an der Universität Leipzig. Von Johann August Ernesti angeregt, verfolgte er ein Studium der klassischen Philologie. Im Anschluss an seine Studien wurde er 1767 Hofmeister bei den Söhnen des Oberhofrichters von Watzdorf. 1769 kehrte er nach Leipzig zurück, erwarb am  1. März 1770 den akademischen Grad eines Magisters und habilitierte sich am 17. März 1770.
Da Vermittlungsversuche an andere Akademien fehlschlugen, ging Matthäi 1772 als Rektor des adligen und unadligen Gymnasiums der Universität Moskau nach Russland. 1776 wurde er dort außerordentlicher, 1778 ordentlicher Professor der Klassischen Philologie an der Moskauer Akademie und erhielt 1782 den Titel eines Kollegienrates. Persönliche Anfeindungen verleideten ihm den Moskauer Aufenthalt. Nach Ablauf eines ihm im Frühjahr 1784 bewilligten Heimaturlaubes nötigten ihn seine gesundheitlichen Verhältnisse, in Deutschland zu bleiben.
Daher nahm er 1785 eine Stelle als Rektor an der Fürstenschule Meißen an und wurde 1789 als Professor für Gräzistik an die Universität Wittenberg berufen. Er hielt Vorlesungen über das Neue Testament und die griechischen Klassiker. 1803 erneut auf seinen Moskauer Lehrstuhl berufen,  zog er 1804 dorthin, um dort als kaiserlich-russischer Hofrat bis zu seinem Lebensende zu wirken. Er war Mitglied der Kaiserlichen Freien Ökonomischen Gesellschaft zu Sankt Petersburg.
Die philosophische Wissenschaft verdankt ihm die Bekanntgabe zahlreicher Handschriften von Klassikern aus den Archiven der russischen Kirchen und Klöster. Seine bedeutendsten wissenschaftlichen Arbeiten waren dem Neuen Testament und den Kirchenvätern gewidmet.

## Werkauswahl
- Lectiones Mosquenses (Leipzig 1779).
- Vetustum ecclesiae Graecae, Constantinopolitanae, ut videtur, Evangeliarum bibliothecae Serenissimi Ducis Saxo-Gothani. / Nunc primo totum ad cognoscendam liturgiam Graecorum accuratius examinavit et adjectis variantibus sacri contextus lectionibus edidet. Breitkopf, Leipzig, 1791.
- XIII epistolarum Pauli codex Graecus cum versione latine veteri vulgo Antehieronymiana olim Boernerianus nunc bibliothecae electoralis Dresdensis, Meissen, 1791.
- Novum Testamentum Graece et Latine (Riga, 1782–1788).
- Novum Testamentum Graece. Wittenberg 1803. tomus 1
- Novum Testamentum Graece, Wittenberg 1803 (Digitalisat)
- Über die sogenannten Recensionen welche der Herr Abt Bengel, der Herr Doctor Semler und der Herr Geheime Kirchenrath Griesbach in dem griechischen Texte des N. Testaments wollen entdeckt haben, Leipzig 1804 (Digitalisat)